# Промежуточный патрон

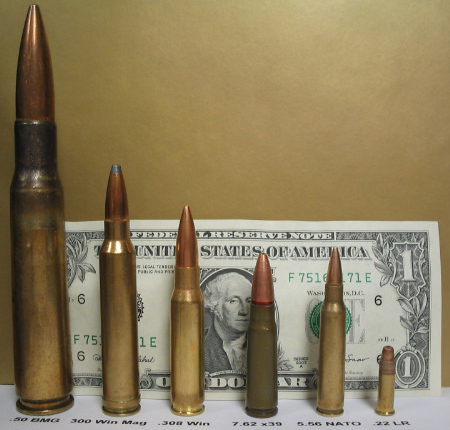
Слева направо: крупнокалиберный патрон .50 BMG, винтовочные патроны: 300 Win Mag, 7,62×51 мм НАТО (.308 Winchester), промежуточные патроны: 7,62×39 мм, 5,56×45 мм, малокалиберный патрон .22LR

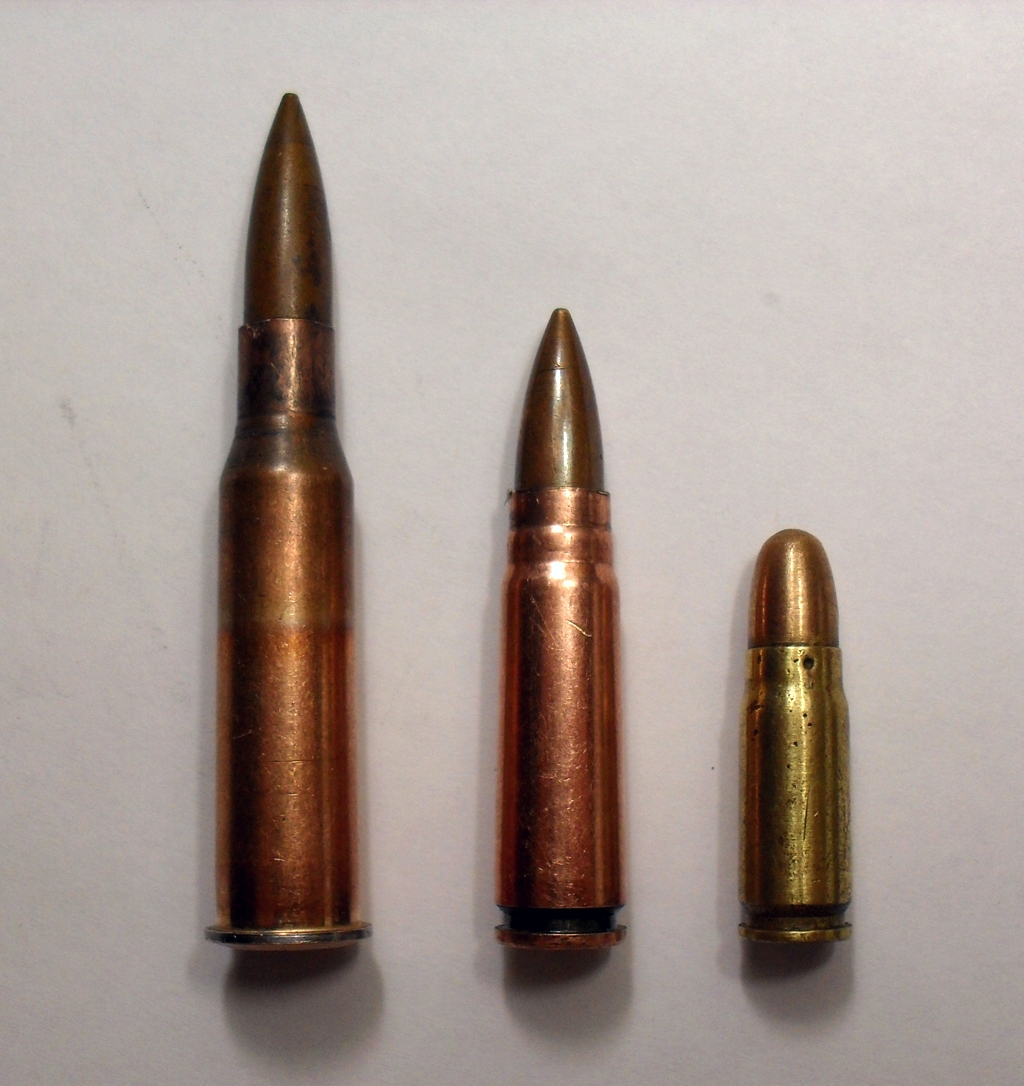
Советские 7,62-мм патроны: винтовочный, промежуточный и пистолетный

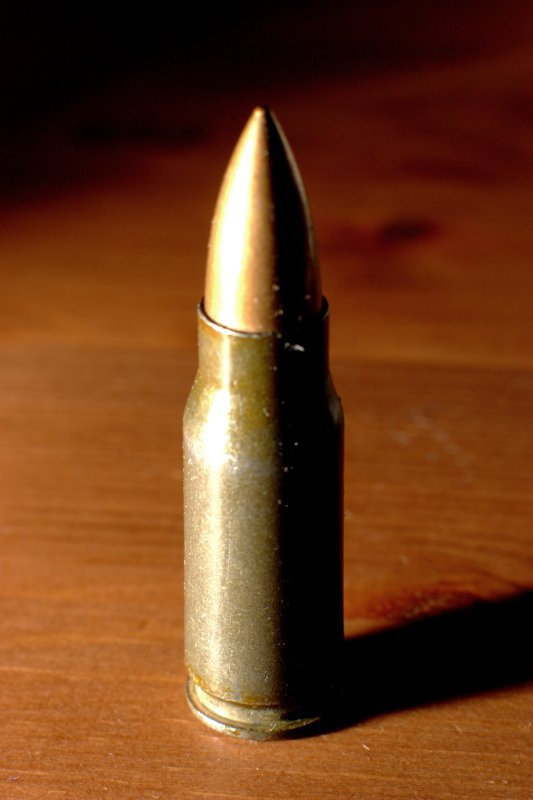
Патрон 7,92×33 мм

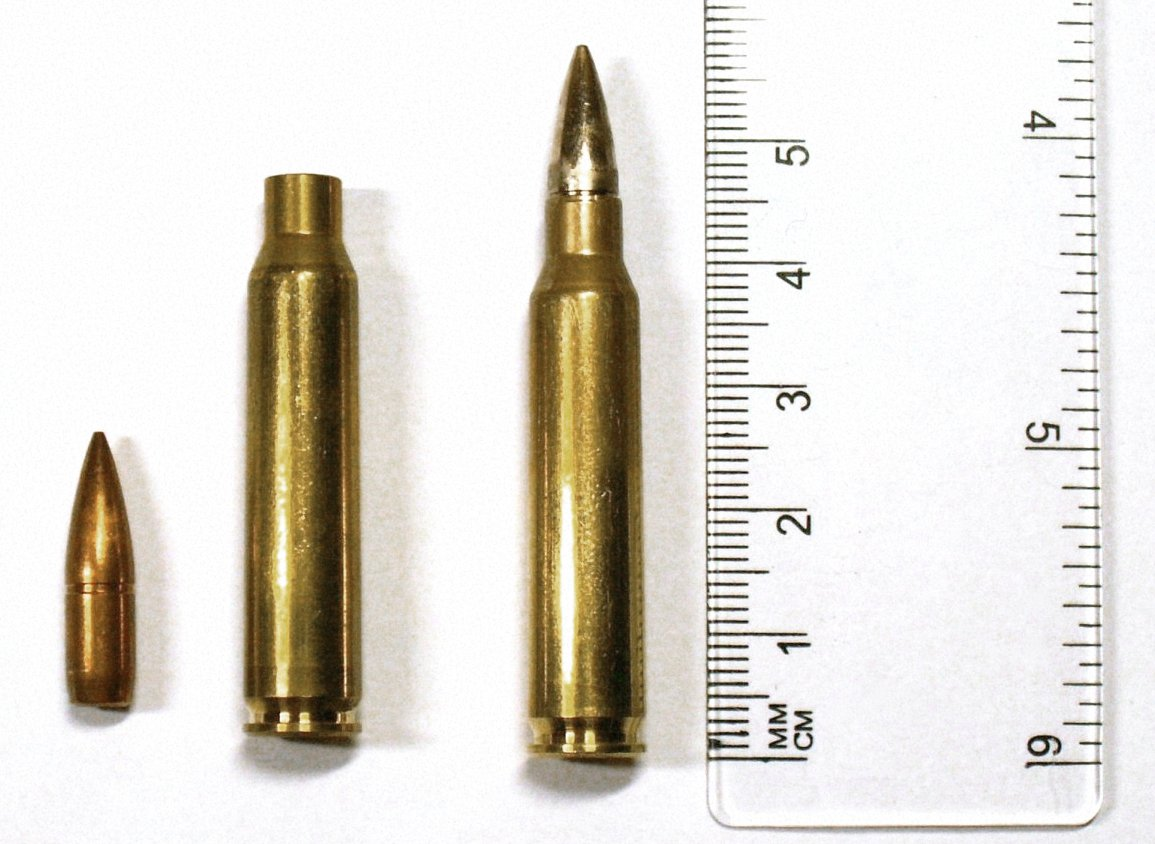
Патрон 5,56×45 мм

Промежуточный патрон — тип патрона для индивидуального ручного огнестрельного оружия, промежуточный по мощности между пистолетными и винтовочными патронами.

## История
Стремление к увеличению скорострельности привело в XVII столетии к изобретению патрона — заряд пороха помещался в бумажную оболочку, к которой присоединялась и пуля, то есть, соединение в одно целое снаряда или пули, порохового заряда и капсюля. Опыт их использования показал, что бумажные патроны портятся от сырости, так появились патроны с металлическими гильзами, различной конструкции, к различным видам коллективного и ручного огнестрельного оружия, различных калибров. Патроны, промежуточные по мощности между винтовочными и пистолетными (револьверными), известны ещё с эпохи дымного пороха. Достаточно вспомнить винтовки «Винчестер» с рычажной перезарядкой, которые стреляли патронами револьверного типа с мощностью, меньшей, чем у военных винтовочных патронов того времени, но большей, чем у револьверных патронов, и имевших дульную энергию порядка 1000–1500 Дж, — например, .44-40 Winchester, .32-20 Winchester[en], .32-40 Ballard[en] и другие. Однако, из-за сильно завышенных требований к дальнобойности оружия, предъявлявшихся в то время военными, распространения в армиях они не получили. Правда, в кавалерийских карабинах иногда использовались патроны с ослабленным зарядом пороха (например, карабин Бердана, Россия) или даже укороченные винтовочные патроны (карабин Вердера[de], Бавария) — для того, чтобы снизить отдачу и дульную вспышку оружия. Дальность эффективной стрельбы при этом резко снизилась, меткая стрельба верхом была затруднительна, поэтому для всадника карабин не стал основным оружием. Впоследствии из-за унификации боеприпасов такая практика была прекращена.
Создание современных промежуточных патронов явилось следствием потребности в боевом огнестрельном оружии, сочетающем умеренную массу оружия и боекомплекта с высокой скорострельностью и дальностью ведения огня. К началу 1940-х годов стало понятно, что на основе существовавших к этому времени винтовочных или пистолетных патронов невозможно создать оружие, отвечающее перечисленным требованиям.
- Винтовочные патроны имеют большую мощность, которая даёт высокую точность и дальность стрельбы (у винтовок она достигает 2 и более км), но приводит к сильной отдаче, для компенсации которой приходится увеличивать массу оружия. Масса винтовочных патронов и оружия велика, что ограничивает носимый боезапас стрелка. Под такой патрон сложно создать надёжное, с небольшим весом, индивидуальное автоматическое оружие.
Мощный винтовочный патрон требовался в те времена, когда в войсках ещё не было достаточного количества пулемётов и необходимая плотность огня при большой дальности достигалась сосредоточенным винтовочным огнём подразделения. В современном общевойсковом бою, когда от индивидуального оружия не требуется эффективная дальность огня свыше 400–500 метров, высокая мощность винтовочного патрона оказывается избыточной.
- Пистолетные патроны недостаточно мощны для обеспечения дальности эффективного огня более чем на 200 метров. Кроме того, аэродинамические свойства их короткой тупоконечной пули также не способствуют увеличению дальности прицельной стрельбы. Хотя некоторые пистолеты-пулемёты, стреляющие пистолетными патронами, имеют прицельную дальность 300 и более метров, но на практике попадание в цель на таком расстоянии затруднительно.

Использование промежуточных патронов позволило создать относительно лёгкое и хорошо управляемое автоматическое оружие с достаточной точностью стрельбы очередями на 300—400 метров.
Приоритет как в разработке, так и в серийном производстве, промежуточного патрона и оружия под него принадлежит Ф. Манлихеру: патрон 7,65×32 XPL и карабин Pistolenkarabiner M1903 под этот патрон. Смерть Манлихера в 1904 году не позволила продолжить работы в этом направлении. Последующие разработки относятся к годам, предшествующим Первой мировой войне: американский карабин Винчестера под патрон с дульной энергией около 1800 Дж, автомат Федорова под патрон 6,5×50 мм (2600 Дж, обеспечивающий меньший импульс отдачи за счёт малого калибра и веса пули, и по мощности меньше, чем 7,62×54 мм, 3600 Дж), опытный автоматический карабин Риберойля во Франции под патрон 8×35 мм (1918).
Первыми промежуточными патронами, получившими распространение, являются американский патрон .30 Carbine
7,62×33 мм (принят на вооружение в 1940 г.; на самом деле многими исследователями он не считается промежуточным, так как его тупоконечная пуля с типичной пистолетной баллистикой ограничивала дальность действительного огня оружия под него дистанцией в 300 м; более корректно считать этот патрон неким переходным типом от пистолетного к промежуточному; по конструкции и мощности он соответствует револьверным «магнумам») и немецкий 7,92×33 мм (разработан к 1940 г.). Один из самых известных и распространённых — советский 7,62×39 мм (официальное название — 7,62-мм патрон образца 1943 г.).
Помимо этого, в 1917—18 годах французская пехота успешно применяла американские автоматические карабины Winchester 1907 под патрон .351 WSL (9×35 мм SR), а в 1918 на его базе французы создали 8×35 мм SR с пулей от своего штатного винтовочного патрона 8×50 мм R Лебель для Автомата Рибейроля. Позднее американцы на базе .351 WSL создали патрон .345 WMR для автомата Бертона с остроконечной 9-мм пулей. В двадцатые в Швейцарии и Италии, в тридцатых годах в Дании и Германии, также велись подобные работы, но ни один из них не увенчался успехом.
Во Второй мировой войне основная масса войск использовала винтовки, а подразделения автоматчиков с пистолетами-пулемётами создавались для ведения скоротечного боя на малой дистанции и не составляли большинства. В то же время в армии США с 1941 г. находился на вооружении в заметных количествах самозарядный карабин M1 Carbine под патрон 7,62×33 мм, в Германии с начала 40-х годов до конца войны разрабатывались образцы автоматов под патрон 7,92×33 мм: StG-44, StG45(M), Volkssturmgewehr 1-5. 
В СССР работы над таким оружием привели к созданию карабина Симонова, автомата Калашникова, ручного пулемёта Дегтярёва. Советский патрон образца 1943 г. стал единым для стран Организации Варшавского договора: оружие под него разрабатывалось также в ЧССР, Китае и других странах. Конструкция и баллистические характеристики данного германского патрона послужили основой для разработки промежуточных патронов в разных странах: советского 7,62x41 (1943; после 1947 — 7,62x39), финского 7,62x33 (1943), французского 7,65x35 (1947), швейцарского 7,5x38 (1952) и др.
| Сравнение патронов            | PP 43 (7,92 × 33) | M 43 (7,62 × 39) | M 52 (7,62 × 45 мм) |
| ----------------------------- | ----------------- | ---------------- | ------------------- |
| калибр (мм)                   | 7,92 × 33 мм      | 7,62 × 39 мм     | 7,62 × 45 мм        |
| Масса патрона (г)             | 16,7              | 16,5             | 18,7                |
| Масса пули (г)                | 6,95              | 7,90             | 8,40                |
| Масса порохового заряда (г)   | 1,40              | 1,40             | 1,75                |
| Начальная скорость пули (м/с) | 650               | 710              | 745                 |
| Энергия пули, (Дж)            | 1468              | 1991             | 2311                |

В странах NATO, хотя и существовали послевоенные европейские разработки промежуточных патронов, только в конце 1950-х — начале 1960-х годов. был взят курс на внедрение малокалиберного 5,56-мм малоимпульсного патрона. Процесс принятия которого на вооружение растянулся до 1990-х годов. Японская автоматическая винтовка Type 64 (состоявшая на вооружение до конца 1980-х годов) использует модифицированный патрон 7,62×51 мм, отличающийся уменьшенным на 10 % относительно варианта NATO пороховым зарядом и облегчённой пулей, в результате импульс отдачи сократился примерно на треть, что повлекло за собой повышение кучности стрельбы. Также производились патроны с уменьшенным зарядом пороха, использование которых уменьшало отдачу ещё на 20 %, а начальную скорость пули — на 10 %.
Федеральная служба по интеллектуальной собственности Российской Федерации — России, 12 декабря 2023 года, зарегистрировала патент RU 2809501 C1, в котором описан «Патрон стрелкового оружия повышенной пробиваемости», разработанный на Тульском патронном заводе в сотрудничестве с концерном «Калашников», а новый промежуточный патрон, разработанный с учётом этого патента, получил обозначение 6,02 × 41 мм. Необходимость разработки нового боевого припаса была обусловлена постоянным совершенствованием противником индивидуальных средств броневой защиты.

## Характеристики
Для пистолетных патронов начальная скорость обычно находится в пределах 300—500 м/с, для промежуточных — 700—800 м/с, для винтовочных — 700—1000 м/с. Пистолетные патроны значительно короче промежуточных и винтовочных патронов, обычно имея длину в диапазоне 17-25 мм против 33-45 мм у промежуточных и 51-63 мм у винтовочных. Также они отличаются по форме — пистолетные патроны обычно (за исключением специальных бронебойных) имеют тупоносую форму для достижения большего останавливающего эффекта, тогда как промежуточные и винтовочные патроны почти всегда являются остроносыми, что важно для дальнобойности и получения настильной траектории полета пули.